# Тангерхютте
Тангерхютте (нем. Tangerhütte) — город в Германии, в земле Саксония-Анхальт.
Входит в состав района Штендаль, регион Альтмарк . Подчиняется управлению Тангерхютте-Ланд. Население составляет 11765 человек (на 31 декабря 2010 года). Занимает площадь 31,18 км². Официальный код — 15 3 63 116.
Город подразделяется на 3 городских района.